# سيدريك كوبز
سيدريك كوبز (بالإنجليزية: Cedric Cobbs)‏ هو لاعب كرة قدم أمريكية أمريكي، ولد في 9 يناير 1981 في ليتل روك في الولايات المتحدة.

## وصلات خارجية
- سيدريك كوبز على موقع بوكس ريك (الإنجليزية) (registration required)
- سيدريك كوبز على موقع مرجع كرة القدم المحترفة.كوم (الإنجليزية)